# Paphiopedilum helenae
Paphiopedilum helenae Aver., 1996 è una pianta della famiglia delle Orchidacee.

## Descrizione
È un'orchidea di piccola taglia, la più piccola di tutto il genere Paphiopedilum. Scoperta solo di recente, è una pianta che cresce nelle fenditure rocciose in cui si sia raccolto humus (litofita).  È  costituita da un ciuffo di foglie, di solito da 3 a 5, coriacee, carnose, rigide, da oblungo-ellittiche a oblungo-lanceolate, ad apice tridentato, verde scuro nella pagina superiore, con qualche macchia viola nella pagina inferiore. La fioritura avviene in tarda primavera - estate con un unico fiore su uno stelo suberetto o pendulo, lungo da 4 a 7 centimetri, pubescente, di colore che varia dal nero al viola. Il fiore è grande da 5 a 6 centimetri e varia nel colore da verdognolo a marroncino, con sfumature che vanno dal giallo al rosa-viola. Come è caratteristico del genere Paphiopedilum il labello è sacciforme.

## Distribuzione e habitat
La specie scoperta recentemente tra la Cina meridionale e il Vietnam settentrionale, dove cresce litofita su spuntoni di roccia in foreste miste di latifoglie e conifere nei versanti esposti a nord, a quote variabili tra 100 e 900 metri sul livello del mare.

## Coltivazione
Questa pianta richiede terriccio fertile e umidità tutto l'anno e gradisce un'esposizione a mezz'ombra con temperatura preferibilmente calda..